# Dendrocephalus conosuris
Dendrocephalus conosuris es una especie de camarón duende anostraco del género  Dendrocephalus de la familia Thamnocephalidae.

## Descripción
Dendrocephalus conosuris es un camarón duende que presenta una talla de unos 15 mm (superficie anterior de la cabeza al borde posterior de cercopodos).  La forma del cuerpo, la del par de cercopodos y el segundo par de antenas son los típicos del género en líneas generales la forma del cuerpo es muy similar al de una Artemia, presenta sexos separados y como todos los miembros del género  Dendrocephalus  los machos presentan un apéndice frontal el cual es utilizado durante proceso de copula y el cual presenta una morfología ramosa como la de un árbol, dicho aprendice presenta importancia taxonómica para la identificación de las especies del género, en el caso de D. conosuris el apéndice frontal presenta 3 espinas anteriores y una fila de espinas mediales que se extienden en conjunto hasta la región terminal y el ramal o brazo IV de este apéndice está subdividido distalmente en dos extensiones terminales una más larga que la otra.

## Distribución
A Dendrocephalus conosuris se le ha señalado solo para su localidad típica en Venado Tuerto (33° 45′S 61°30′O), Provincia de Santa Fe, Argentina

Además D. conosuris para el  Argentina el género Dendrocephalus está representado por Dendrocephalus argentinus y Dendrocephalus cervicornis existen señalamientos Dendrocephalus brasiliensis pero se ha señalado como dudoso dicho registro.

### Hábitat
Habitan en ambientes acuáticos,  generalmente de pequeño porte, como lo son la charcas temporales y las cuales poseen un a baja diversidad; no se encuentran en las aguas corrientes. Pueden cohabitar con insectos acuáticos, otros branquiópodos y copépodos, aunque no soportan la presión de depredación ejercida por peces u otros depredadores. Viven en charcas temporales pobres en depredadores y con salinidades variables que pueden llegar a la saturación.